# Alfar Romano de la Cartuja

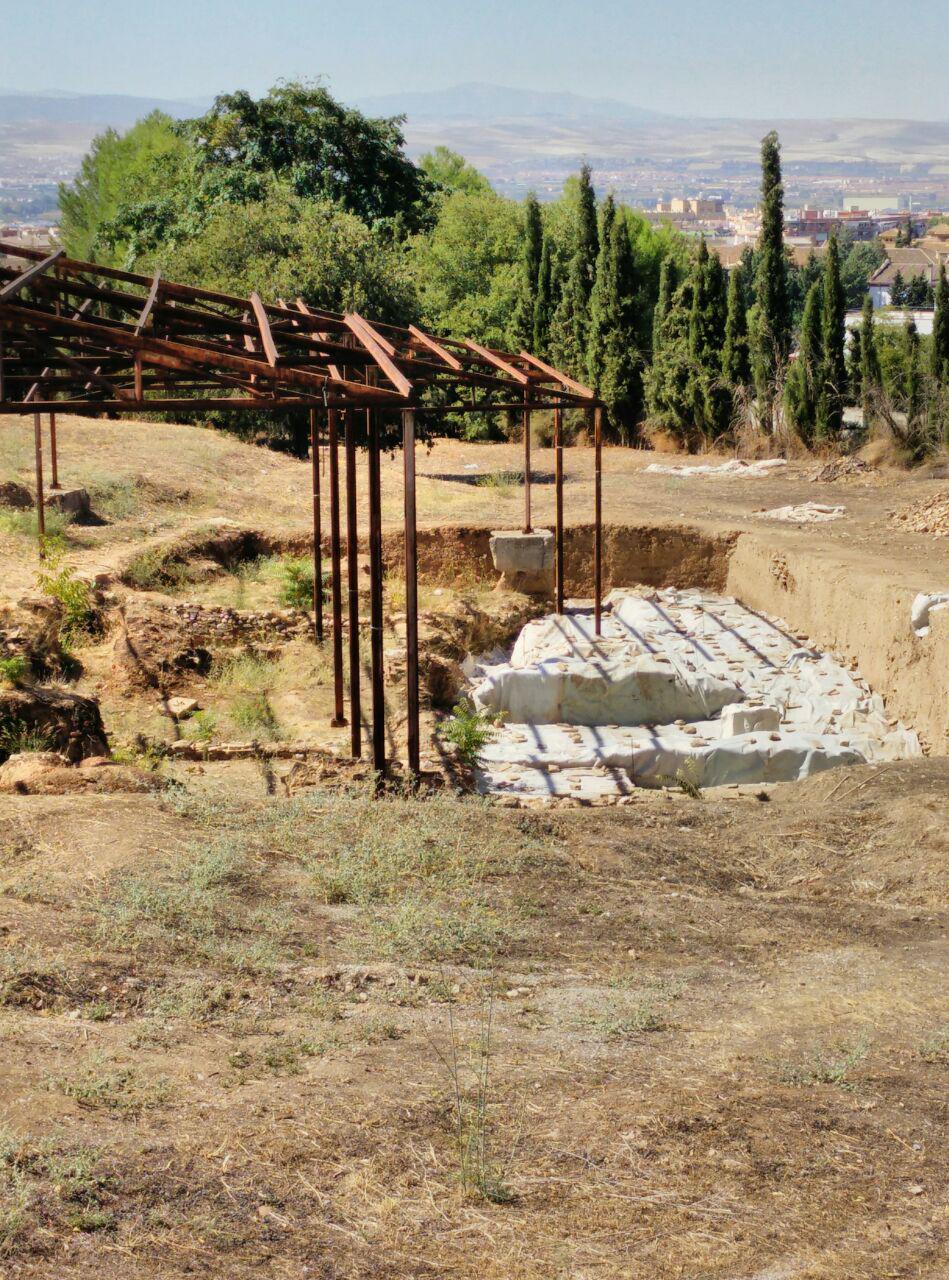
Alfar romano Granada1

El Alfar Romano de Cartuja es un yacimiento de alfar situado entre la actual Facultad de Teología y la Facultad de Ciencias de la Educación del Campus Universitario de Cartuja, en Granada, España. Ocupa una extensión de más de tres hectáreas de las que solamente se ha excavado una parte (Sotomayor, 1992, 64).